# Grünschiefer

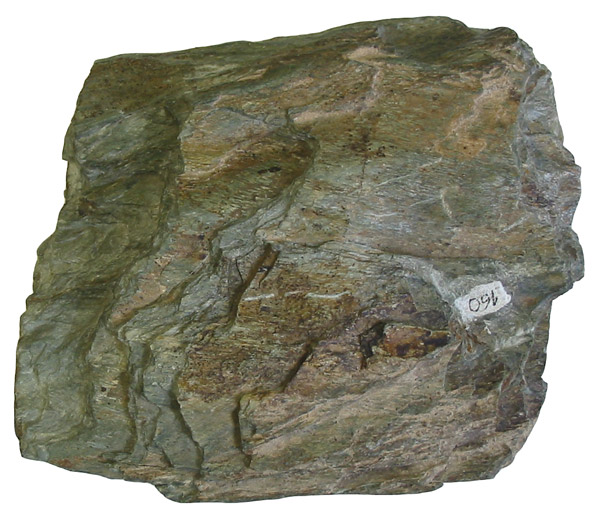
Chloritreicher Grünschiefer

Grünschiefer (engl.: greenschist), auch als Chloritschiefer bekannt, ist ein metamorphes Gestein und gehört zur Gruppe der kristallinen Schiefer. Er kommt gemeinsam mit Gneisen, Glimmerschiefer und Phylliten vor. Namensgebend sind die am Mineralbestand beteiligten Mineralkomponenten mit grüner Färbung, wie Chlorit, Epidot, Aktinolith, grüner Granat und andere.

## Entstehung und chemische Zusammensetzung
Grünschiefer sind umgewandelte, basische ehemalige Tiefengesteine (Gabbros) und Eruptivgesteine (Diabase, Spilite, Diabastuffe u. ä.) sowie kalzium- und magnesiumreiche Sedimentite (Dolomit, Dolomit-Kalkmergel u. ä.). Bildungsorte sind die oberen tektonischen Gebirgs-Stockwerke. Unter intensiven Faltungsprozessen bei relativ geringem Druck sowie durch Einwirkung von Wasser kommt es zur Entstehung meist wasser- (OH-) haltiger gesteinsbildender Silikate (siehe „Grünschiefer-Fazies“). Das Wasser kann molekular im Gestein gebunden vorliegen oder auf tektonischen Strukturen aszendent zugeführt worden sein. Chemisch sind es kieselsäurearme, teils aluminiumreiche (dann magnesiumarme) oder aluminiumarme (dann magnesiumreiche) Schiefergesteine. In der folgenden Tabelle ist die chemische Zusammensetzung einiger typischer Grünschiefer-Vertreter zusammengefasst (in Masse-%).
| Chem. Verbindung | Prasinit | Epidotfels | Talkschiefer | Chloritschiefer | Magnetit-Chloritschiefer | Epidot-Chloritschiefer | Topfstein | Talkmagnesitfels |
| ---------------- | -------- | ---------- | ------------ | --------------- | ------------------------ | ---------------------- | --------- | ---------------- |
| SiO2             | 47       | 38         | 53           | 27              | 28                       | 50                     | 52        | 28               |
| Al2O3            | 20       | 25         | 4            | 31              | 21                       | 16,5                   | 2         | 0,5              |
| Fe2O3            | 4        | 10         | 6            | 20              | 3                        | 4                      | 4         | 4                |
| FeO              | 4        | –          | 1            | 1,5             | 15                       | 7                      | –         | 5,7              |
| MgO              | 8        | –          | 30           | 11              | 19                       | 6                      | 29        | 33               |
| CaO              | 11       | 23         | 1,5          | 1,7             | 2,5                      | 7                      | 3         | 0,7              |
| Na2O             | 2        | –          | 1,5          | 2,8             | 0,2                      | 3                      | –         | –                |
| K2O              | 1,5      | –          | 1,5          | 2,8             | 0,1                      | 1                      | –         | –                |
| H2O              | 2        | 2,6        | 2,5          | 3,8             | 10                       | 4                      | 3         | 27               |
| CO2              | –        | –          | –            | –               | –                        | –                      | –         | 27               |

## Mineralbestand
An der Zusammensetzung sind vor allem grüngefärbte Minerale, wie Chlorite, Epidot, grüne Hornblende (Aktinolith), grüner Granat, Grossular, Chloritoid beteiligt. Diese bilden stark variierende Mischungen mit Serizit, Zoisit, Albit, Bytownit, Calcit, Dolomit, Magnetit. An Erzen kommen Hämatit, Siderit, Pyrit, Pyrrhotin in Grünschiefern vor.
Die nachfolgende Tabelle vermittelt einen beispielhaften Überblick zum Mineralbestand verschiedener Grünschiefer-Vorkommen (nach Pfeiffer, Kurze, Matthé 1985).
| Varietät                                          | Chlorit | Amphibol | Epidot | Albit | Biotit | Karbonat | Quarz | Akzessorien |
| ------------------------------------------------- | ------- | -------- | ------ | ----- | ------ | -------- | ----- | ----------- |
| Epidot-Chloritschiefer (Furnlund, Norwegen)       | 30      | 3        | 23     | 40    | –      | 2        | 1     | 1           |
| Grünschiefer (Frosktjernbekken, Norwegen)         | 5       | 35       | 10     | 35    | 10     | –        | –     | 5           |
| Grünschiefer (Mikulov, Tschechische Republik)     | 30–35   | 15–20    | 8–10   | 15    | –      | –        | 15–25 | –           |
| Chlorit-Epidotschiefer (Gory Czywczynskie, Polen) | 18      | –        | 70     | –     | –      | –        | 10    | 2           |
| Grünschiefer (Valais, Schweiz)                    | 27      | 14       | 21     | 35    | –      | –        | 2     | 1           |

## Physikalisch-Technische Eigenschaften
Die in der nachfolgenden Tabelle aufgeführten Werte gelten beispielhaft für Chloritschiefer (Handelsname „Verde Fundres“), Steinbruch Fundres (Südtirol, Italien).
| Rohdichte [kg/dm³]          | Druckfestigkeit [MPa]         | Druckf. n. Frosteinwirkung [MPa] | Biegezugfestigkeit [MPa] | Mindestfallhöhe [cm] |
| 2,62…2,74                   | 223                           | 185                              | 23                       | 106                  |
| Therm. Dehnung [mm/m/10 °C] | Abriebfestigkeit [cm³/50 cm²] | Abriebfestigkeit (AMSLER) [mm]   | Wasseraufnahme [Gew.-%]  | Frostbeständigkeit   |
| 0,75                        | 6,0                           | 1,0                              | 0,01                     | beständig            |

## Gefüge
Grünschiefer sind meist weiche Gesteine und fühlen sich mitunter griffig-fettig an. Die Textur ist überwiegend schiefrig, blättrig und/oder schuppig. Das resultiert aus der bevorzugten Orientierung der Chlorit-Plättchen und der meist langnadeligen bis faserigen Amphibole. Höhere Epidot-Anteile bedingen massigere Gefüge.

## Vorkommen
Weltweit kommen Grünschiefer in den Kerngebieten abgetragener Gebirge vor. Europäische Vorkommen sind das Sächsische Granulitgebirge, das Sächsisch-Böhmische Erzgebirge, das Fichtelgebirge, der Bayrische Wald, Spessart, Odenwald sowie die Sudeten. Eine weite Verbreitung existiert außerdem in den jungen alpidischen Kettengebirgen Österreichs, Italiens und Frankreichs. Weitere kommerziell genutzte Vorkommen befinden sich in Russland (Schabrowsk, Sysert, Jekaterinburg).

## Verwendung
- Prasinit wird (in verschiedene Korngrößen gebrochen und auf definierte Korngrößen gesiebt bzw. gemischt) gelegentlich als Straßenbaustoff verwendet.
- Chloritschiefer wird aufgrund seiner günstigen Bearbeitungseigenschaften als Werkstein in der Bauindustrie verwendet (geringe Härte, Spalt- und Polierfähigkeit, Eignung zum Sägen). Er eignet sich zur Herstellung von Mauer- und Kantsteinen, Fassadenverkleidungs- und Bodenplatten, Stufen und Fliesen. Eine weitere Verwendung erfolgt für Tisch- und Abdeckplatten sowie im Steinmetzgewerbe. Besonders attraktiv gemusterte Stücke finden auch in der Schmuckindustrie Verwendung.